# Boio
Boio o Boeo (en grec antic Βοιώ) va ser una poeta nascuda a Delfos al segle IV aC.
Segons Pausànies era una dona de Delfos que, potser inspirada per Apol·lo, va compondre un himne a la seva ciutat on afirmava que l'oracle de Delfos va ser fundat pels hiperboris que van arribar amb Olen. Aquest era un endeví, músic i poeta que hauria estat el primer en dictar els oracles en hexàmetres dactílics. Pausànies també diu que en època històrica els delis cantaven himnes en honor de la deessa Ilitia, d'Hera i d'Acaia, que havien estat composts per Olen.
Climent d'Alexandria parla de Boio i diu que era cosmòloga. La Suda menciona el seu matrimoni. De vegades es confon Boio amb Boios, un personatge per altra banda poc conegut, a qui Ateneu de Naucratis atribueix un tractat sobre l'origen de les aus que va fer servir Ovidi. Ateneu esmenta una obra, aparentment un poema, amb el títol Ὀρνιθογονία, que sembla que relatava el mite dels humans convertits en ocells. Antoní Liberal li donà el nom de (Βοῖος).